# ペルーの鳥
『ペルーの鳥』（ペルーのとり、フランス語: Les oiseaux vont mourir au Pérou）は、1968年のフランスのドラマ映画。作家ロマン・ガリーが、自作の短編小説を原作として脚本を書き、自ら初監督を務めた作品で、主役を演じたジーン・セバーグは、撮影当時ガリーの妻であった。
フランス語の原題は「鳥たちはペルーで死ぬ」という意味であり、ペルーの首都リマの北方に、鳥たちが死にに来る海岸があるという話を下敷きにしている。
内容がエロティックであったことから、いったんは公開禁止の措置を受けたという。

## ストーリー
かわいい若い人妻アドリアーナは、異常性欲に駆られる精神疾患を苦に、自殺を覚悟してペルーの海岸を訪れる。
しかし、数人の若者たちに声をかけられ、砂浜で身を委ねる。彼女の夫は、事の成り行きを調べ上げ、自分には冷淡な、異常性欲に駆られた妻を、殺すことを決意する。

## キャスト
- アドリアーナ: ジーン・セバーグ
- レニエ: モーリス・ロネ
- アドリアーナの夫: ピエール・ブラッスール
- マダム・フェルナンド: ダニエル・ダリュー
- 運転手: ジャン＝ピエール・カルフォン
- アレジョ: ミシェル・ビュアーズ